# Ключовська сільська рада (Біляєвський район)
Ключо́вська сільська рада (рос. Ключёвский сельский совет) — сільське поселення у складі Біляєвського району Оренбурзької області Росії.
Адміністративний центр — село Ключовка.

## Населення
Населення — 1421 особа (2019; 1619 в 2010, 2086 у 2002).

## Склад
До складу сільської ради входять:
| Населений пункт  | Населення, осіб (2002) | Населення, осіб (2010) |
| ---------------- | ---------------------- | ---------------------- |
| Андрієвка, село  | 151                    | 122                    |
| Блюменталь, село | 325                    | 250                    |
| Ключовка, село   | 967                    | 820                    |
| Старицьке, село  | 643                    | 427                    |